# Diplodia inquinans
Diplodia inquinans är en svampart som beskrevs av Ellis & Barthol. 1867. Diplodia inquinans ingår i släktet Diplodia och familjen Botryosphaeriaceae.   Inga underarter finns listade i Catalogue of Life.